# Gilda Cruz-Romo
Gilda Cruz-Romo est une artiste lyrique (soprano) mexicaine née le 12 février 1940 à Guadalajara (Mexique) et morte le 28 juin 2025 à San Antonio (États-Unis).

## Biographie
Gilda Cruz-Romo naît le 12 février 1940 à Guadalajara,,.
Elle étudie au Conservatoire national de Mexico et fait ses débuts sur scène à l'Opéra de Mexico en 1962 en chantant Ortlinde dans La Walkyrie de Richard Wagner,.
En 1969, elle chante dans Mefistofele d'Arrigo Boito avec le New York City Opera.
Le 8 mai 1970, Gilda Cruz-Romo fait ses débuts avec la troupe du Metropolitan Opera de New York dans le rôle de Maddalena dans Andrea Chénier d'Umberto Giordano,.
Elle chante également Nedda (I Pagliacci), Leonora (Il trovatore), Desdemona (Otello), Elisabeth de Valois (Don Carlos) et Manon Lescaut de Puccini, entre autres rôles, et se distingue particulièrement dans Tosca et Aida, chantant ce dernier rôle lors de ses débuts à Covent Garden en 1972 et à La Scala en 1973. 
En 1974, elle part en tournée à Moscou avec la compagnie de la Scala et se produit au Staatsoper de Vienne dans le rôle de Leonora (La Forza del destino), ainsi qu'en Australie, en Amérique du Sud et en URSS.
Gilda Cruz-Romo chante également plusieurs fois aux arènes de Vérone, donne des concerts comme récitaliste et, durant sa carrière, se produit lors de plus de 160 représentations avec le Met, jusqu'en 1984,.
En 1987, elle est Medea de Cherubini à Bridgeport (Connecticut) puis Matilde lors de la première représentation américaine de Silvano de Mascagni à Englewood (New Jersey) en 1989.
Retirée de la scène, elle se consacre ensuite à l'enseignement,.
Gilda Cruz-Romo meurt à San Antonio (Texas) le 28 juin 2025, à l'âge de quatre-vingt cinq ans,.